# Кулясов, Александр Петрович
Александр Петрович Кулясов (1919—1944) — капитан Рабоче-крестьянской Красной Армии, участник Великой Отечественной войны, Герой Советского Союза (1945).

## Биография
Александр Кулясов родился 10 марта 1919 года в селе Малый Толкиш (ныне — Чистопольский район Татарстана). После окончания педагогического училища и первого курса педагогического института работал учителем. В 1939 году Кулясов был призван на службу в Рабоче-крестьянскую Красную Армию. В 1941 году он окончил Гомельское пехотное училище, в 1943 году — курсы «Выстрел». С января 1942 года — на фронтах Великой Отечественной войны.
К июню 1944 года капитан Александр Кулясов командовал батальоном 1086-го стрелкового полка 323-й стрелковой дивизии 3-й армии 1-го Белорусского фронта. Отличился во время освобождения Гомельской области Белорусской ССР. 24—25 июня 1944 года батальон Кулясова прорвал немецкую оборону в районе деревень Озераны и Большая Крушиновка Рогачёвского района и успешно захватил вражеский опорный пункт, благодаря чему наступление смог продолжить весь полк. В том бою Кулясов погиб. Похоронен в Озеранах.
Указом Президиума Верховного Совета СССР от 24 марта 1945 года капитан Александр Кулясов посмертно был удостоен высокого звания Героя Советского Союза. Также был награждён орденами Ленина и Красной Звезды.
В честь Кулясова установлена стела и названа улица в Чистополе, установлен бюст в его родном селе.